# Dichelodontium
Dichelodontium, monotipski rod pravih mahovina iz porodice Ptychomniaceae. Jedina priznata vrsta je D. nitidum endem iz Novog Zelanda na Sjevernom i Južnom otoku.

## Bazionim
- Leucodon nitidus Hook. f. & Wilson